# Neilson (canton)
Pour les articles homonymes, voir Neilson.
Le canton Neilson est située dans le territoire non organisé du Lac-Blanc, dans la Portneuf, dans la région administrative de la Capitale-Nationale, au Québec, au Canada.

## Géographie
Situé sur la rive nord du fleuve Saint-Laurent, à une cinquantaine de kilomètres au nord-ouest de Québec, le territoire de ce canton est de forme irrégulière. Il se situe dans le prolongement de la seigneurie Saint-Gabriel et du fief Hubert. Ce canton fait partie de Portneuf . Ce canton est traversé par la rivière Neilson (rivière Sainte-Anne) et plusieurs petits cours d'eau. Les principaux plans d'eau sont les lacs Aaron et Picard. Coordonnées: 71° 55' 00"; 47° 15' 00".

## Toponymie
Adoptée vers 1916, l'appellation Neilson pour le canton rend hommage à John Neilson (1776-1848). Par son œuvre de vie publique, il a contribué grandement à la mise en valeur de la région dès le début du XIXe siècle. Originaire d'Écosse, il est venu vivre chez son frère Samuel qui s'était porté acquéreur de la Gazette de Québec. Dès 1793, John hérita du journal et de l'imprimerie. En atteignant sa majorité en 1796, il est devenu rédacteur-propriétaire de cet hebdomadaire. Vers 1816, Neilson contribua à recruter des colons européens, surtout des Irlandais, et les encouragea à s'établir à l'intérieur des seigneuries voisines du canton, dans une zone qui plus tard deviendra Saint-Gabriel-de-Valcartier. John Neilson a été élu plusieurs fois député du comté de Québec. Il a complété son dernier mandat de député de 1842 à 1844 dans le parlement du Canada-Uni.
Le toponyme "Canton Neilson" a été inscrit le 5 décembre 1968 à la Banque des noms de lieux de la Commission de toponymie du Québec.